# Montoro (kommun i Spanien, Andalusien, Province of Córdoba, lat 38,13, long -4,35)
Montoro är en kommun i Spanien.   Den ligger i provinsen Province of Córdoba och regionen Andalusien, i den centrala delen av landet, 260 km söder om huvudstaden Madrid. Antalet invånare är 9 834.